# Чавчавадзе, Елена Николаевна
Еле́на Никола́евна Чавчава́дзе (род. 12 августа 1947, Москва) — российский журналист, продюсер, сценарист, общественный деятель. Заслуженный деятель искусств Российской Федерации (2011), лауреат Премии Правительства России в области культуры, член Союза кинематографистов России.

## Биография
Окончила факультет журналистики МГУ по специальности «телевизионная журналистика». Работала на Центральном телевидении старшим редактором. В Госкино СССР — ведущим редактором Главной сценарно-редакционной коллегии. В 1980 году вышла из КПСС, в которой состояла 4 года. Работала литературным секретарём писателя Солоухина и редактором в Издательском отделе Московской патриархии. В 90-е годы активно участвовала в восстановлении церковной жизни. В 1996 году поступила на работу в Российский фонд культуры, которым руководил Н. С. Михалков, вскоре став вице-президентом. С 1998 года одновременно возглавила Автономную некоммерческую организацию «Дирекция президентских программ», а с 2018 года — ещё и «Дирекцию телевизионных программ».
Один из видов деятельности Е. Н. Чавчавадзе — участие в Федеральной целевой программе «Развитие и сохранение культуры и искусства Российской Федерации: возвращение культурно-исторических ценностей Российского происхождения».
В 1996 году в Россию была возвращена из США уникальная коллекция американо-русского общества «Родина», созданного русскими эмигрантами в США в 1953 году (всего более 30 000 единиц хранения). В Россию вернулись парадные Императорские портреты; полотна Айвазовского, Нестерова, Добужинского, Стеллецкого; комплексы архивов полков российской армии и военных училищ; уникальные периодические издания, выходившие на русском языке за пределами России; коллекция орденов, медалей и знамён; материалы, связанные с расстрелом Царской семьи; автографы Императора, Императрицы и Великих княжон — всё, что несколько десятилетий бережно собиралось участниками «Родины».
Кроме того, из Франции были возвращены автограф А. В. Суворова, архив Лейб-гвардии Измайловского полка, письма Л. Н. Толстого, а также полотна Бенуа и Миллиотти, ныне находящиеся в собрании Константиновского дворца в Стрельне. Архив Лейб-гвардии Измайловского полка, воспоминания художника-передвижника Ивана Прянишникова, подорожная с автографом генералиссимуса Александра Суворова, хранившиеся в семье Ильи Траскина (Франция), многотомная библиотека семьи Анненковых (Сербия), кинохроника, принадлежавшая семье Селинских (США), уникальные фотографии начала прошлого века, иконы, живопись, архив кавалера ордена Почётного легиона и автора широко известного во Франции «Марша партизан» А. Ю. Смирновой-Марли (США).
В 2000 году был реализован крупномасштабный проект «Возвращение И. С. Шмелёва», в рамках которого был перевезён из Франции в Россию архив великого русского писателя и, согласно последней его воле, перенесён на родину его прах.
В 2005 году Е. Н. Чавчавадзе выступила вдохновителем и исполнителем «Акции национального примирения и согласия», которая включала в себя перенесение останков генерала А. И. Деникина и философа И. А. Ильина из США и Швейцарии в некрополь Московского Донского монастыря.
Автор и руководитель телевизионного документального сериала «Русские без России», созданного под общим руководством президента Российского Фонда Культуры Н. С. Михалкова. Н. С. Михалков выступил в этом проекте также как ведущий, став на долгие годы его «лицом».
В этом сериале впервые на российском телевидении была предпринята столь масштабная попытка переоценить важнейшие события и персонажи истории России XX века, восполнить пробелы в общественном сознании, связанные с гражданской войной и «Белым движением». Авторы предлагают задуматься, кого и чего лишилась Россия после Великого исхода русских из своего Отечества.
Показ вызвал огромное количество зрительских откликов — писем, телефонных звонков на телеканал с выражением признательности за мастерство в раскрытии темы. Документальный сериал имел широкий общественный резонанс.
В мае 2007 года, в связи с историческим событием — подписанием Акта о каноническом общении Русской Православной и РПЦЗ был создан документальный фильм «Путь к спасению. Русский храм на чужбине».
Всего с 2000 года по настоящее время Е. Н. Чавчавадзе, как продюсер и сценарист, создала более 80 фильмов. Созданные ею фильмы регулярно демонстрируются на центральных телевизионных каналах: «Россия 1», «Россия. Культура», «Россия 24», а также «Спас» и «Союз»; они неоднократно становились лауреатами различных кинофестивалей. Всего получено более 50 наград.
Награждена Орденами Русской Православной Церкви: Святой равноапостольной Великой княгини Ольги и Преподобного Сергия.
12 августа 2022 года награждена Орден Преподобной Евфросинии, великой княгини Московской|орденом Русской Православной Церкви Преподобной Евфросинии, Великой княгини Московской]] Второй степени Патриархом Московским и всея Руси Кириллом. За вклад в сохранение традиционных ценностей в обществе и в связи с юбилеем.
Лауреат премии «Человек года-2005». 
Лауреат Премии Правительства России в области культуры за 2008 год.
Заслуженный деятель искусств Российской Федерации.
Распространяемые в интернете сведения о родстве Зураба и Елены Чавчавадзе с Г.Н.Бен-Чавчавадзе не соответствуют действительности и являются ложными.

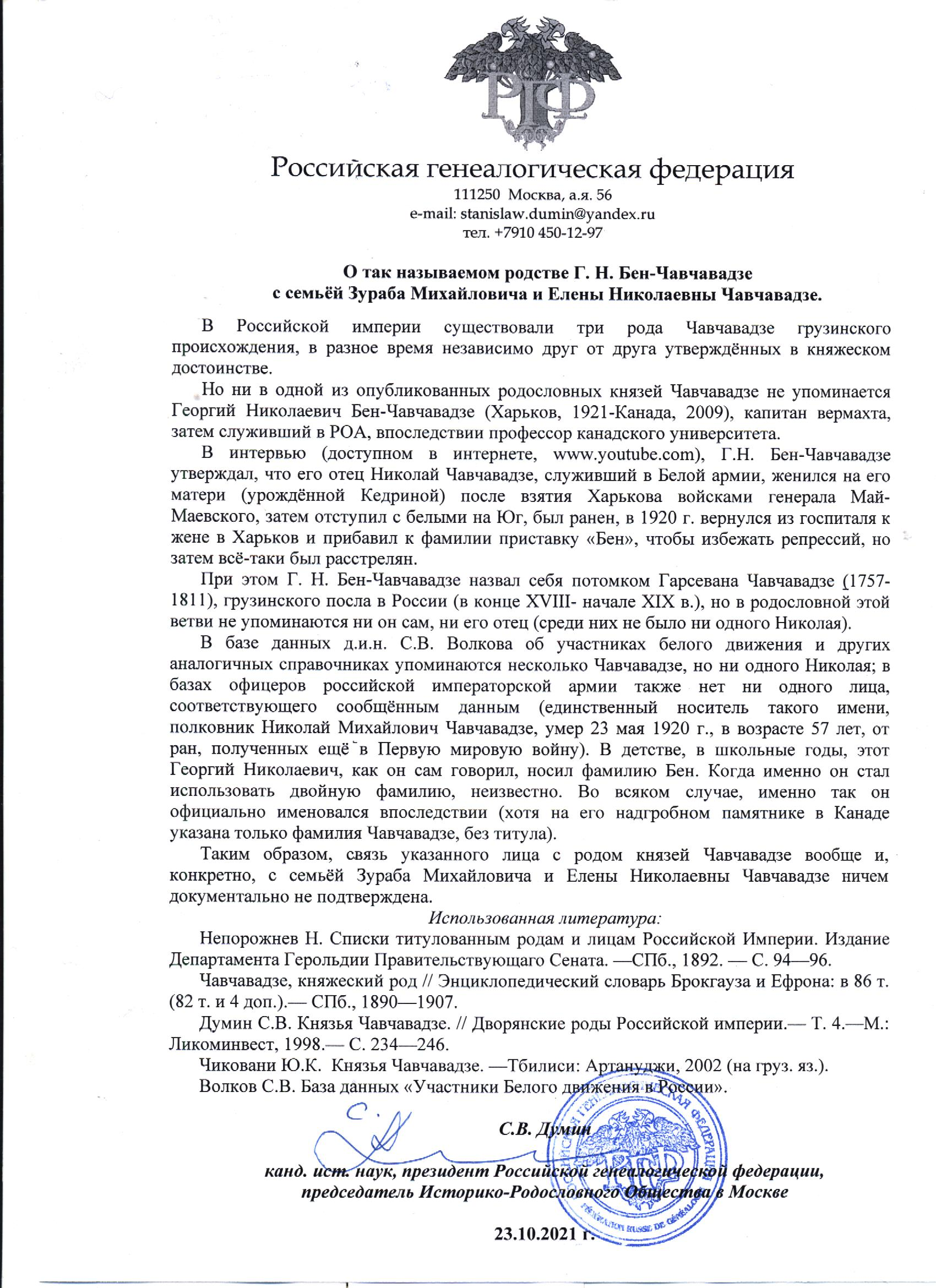
Заключение Российской генеалогической федерации о так называемом родстве Георгия Николаевича Бен-Чавчавадзе с семьёй Елены Николаевны Чавчавадзе и Зураба Михайловича Чавчавадзе.

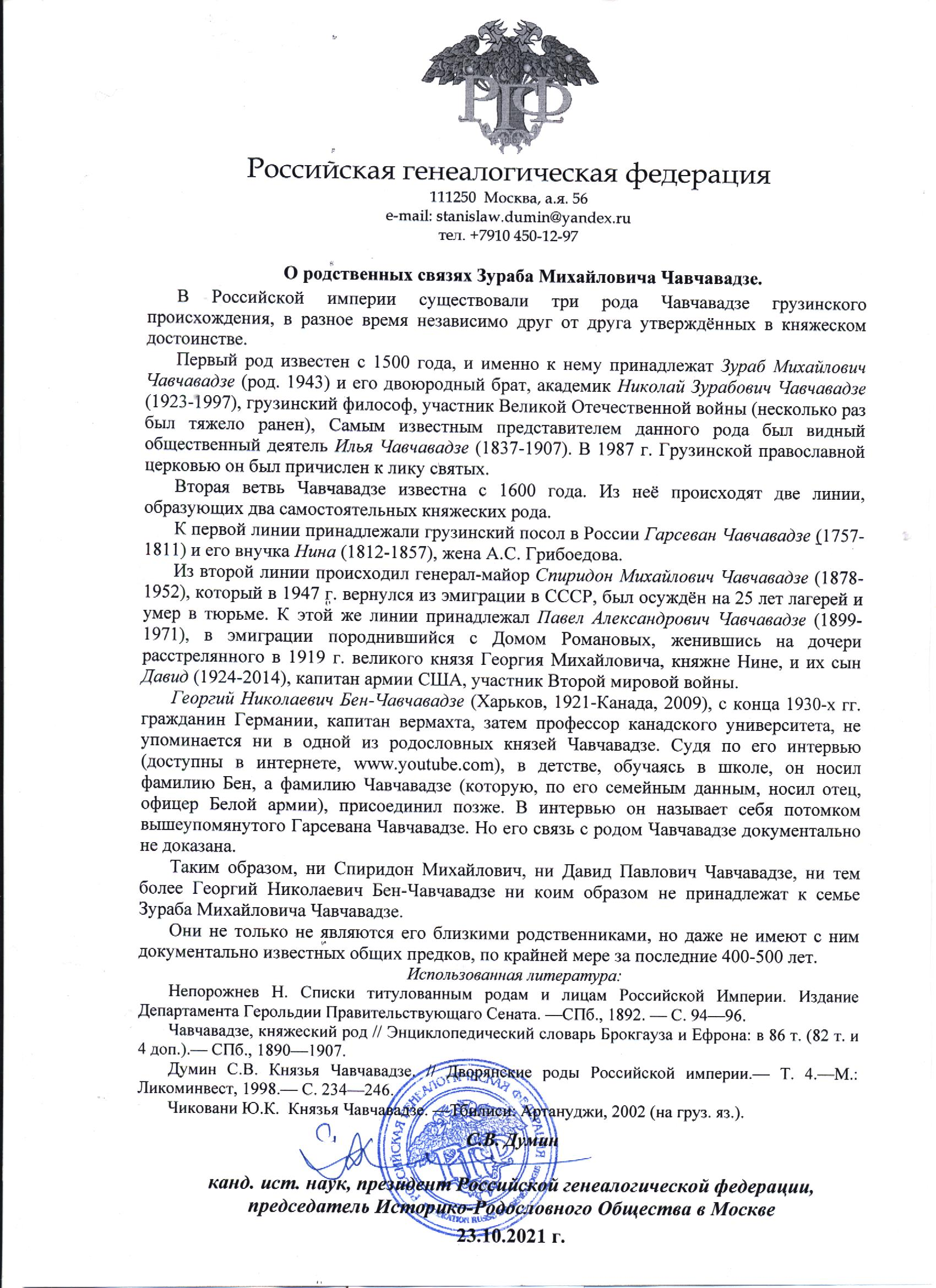
Заключение Российской генеалогической федерации о так называемом родстве Георгия Николаевича Бен-Чавчавадзе с семьёй Елены Николаевны Чавчавадзе и Зураба Михайловича Чавчавадзе.

## Фильмография
- 1 «ПУТИ НЕБЕСНЫЕ ИВАНА ШМЕЛЁВА…», 2000 г.

СЕРИАЛ «РУССКИЕ БЕЗ РОССИИ-1», («НИКИТА МИХАЛКОВ РУССКИЙ ВЫБОР») 2003 г.
- 2. «ПРОЛОГ»
- 3. «ДИАЛОГИ С КОЛЧАКОМ»
- 4. «АНТОН ДЕНИКИН. РОМАНС ДЛЯ ГЕНЕРАЛА»
- 5. «ВРАНГЕЛЬ. КОГДА МЫ УЙДЁМ»
- 6. «КАЗАКИ. НЕРАЗДЕЛЁННАЯ ЛЮБОВЬ»
- 7. «ГИБЕЛЬ РУССКОЙ ЭСКАДРЫ»
- 8. «ВЕРСАЛЬСКИЕ КАДЕТЫ»

СЕРИАЛ «РУССКИЕ БЕЗ РОССИИ −2», 2005 г.
- 9. «ТАМО ДАЛЕКО»
- 10. «БЕРЛИНСКИЕ ЗВЁЗДЫ»
- 11. «РУССКАЯ МУЗА ФРАНЦУЗСКОГО СОПРОТИВЛЕНИЯ»
- 12. «ПРОЯВЛЕННОЕ ВРЕМЯ»
- 13. «ДОРОГА ДОМОЙ»
- 14. «КАВАЛЕРЫ ПОЧЁТНОГО ЛЕГИОНА»

СЕРИАЛ «РУССКИЕ БЕЗ РОССИИ −3»:
- 15. «ПУТЬ К СПАСЕНИЮ. РУССКИЙ ХРАМ НА ЧУЖБИНЕ», 2007 г.
- 16. «ГАЛЛИПОЛИЙСКОЕ СТОЯНИЕ», 2008 г.
- 17. «ДЕНИКИН. ИЛЬИН. ШМЕЛЁВ. ДОЛГИЙ ПУТЬ ДОМОЙ», 2008 г.
- 18. «ДАЛЬНЕВОСТОЧНЫЙ ИСХОД. Фильм —1. ЯНКОВСКИЕ», 2009 г.
- 19. «ДАЛЬНЕВОСТОЧНЫЙ ИСХОД. Фильм −2. РУССКИЙ ХАРБИН», 2009 г.
- 20. «ДАЛЬНЕВОСТОЧНЫЙ ИСХОД. Фильм −3. РУССКИЙ ШАНХАЙ», 2009 г.
- 21. «ДАЛЬНЕВОСТОЧНЫЙ ИСХОД .Фильм −4. ОСТРОВ РУССКИХ», 2009 г.
- 22. «ДАЛЬНЕВОСТОЧНЫЙ ИСХОД. Фильм −5. КАДЕТСКАЯ ПЕРЕКЛИЧКА», 2009 г.
- 23. «ЗЛАТА ПРАГА И ЕЁ РУССКИЙ БЛЕСК», 2010 г.
- 24. «РУССКИЕ В ПАРАГВАЕ. ПУТЕШЕСТВИЕ ОДНОГО ГЕНЕРАЛА», 2010 г.
- 25. «РУССКИЕ В ЮГОСЛАВИИ. МЕЖДУ МОЛОТОМ И НАКОВАЛЬНЕЙ», 2010 г.
- 26. «РУССКИЕ В АРГЕНТИНЕ. ТАНГО ПОД ЮЖНИМ КРЕСТОМ», 2010 г.
- 27. «РУССКИЙ ФРАНЦУЗ АЛЕКСАНДР АЛЕКСЕЕВ», 2010 г.
- 28. «ОСТРОВ ЛЕМНОС. РУССКАЯ ГОЛГОФА», 2010 г.
- 29. «ОТЕЦ МИХАИЛ. ИСТОРИЯ ОДНОЙ СЕМЬИ», 2010 г.
- 30. «АНГЕЛЫ И ДЕМОНЫ ВЛАДИМИРА ВОЛКОВА», 2011 г.
- 31. «ПРИСЯГЕ ВЕРНЫ!», 2012 г.
- 32. «ОТЕЦ ДМИТРИЙ ГРИГОРЬЕВ. ПОСЛЕДНЯЯ ЛИТУРГИЯ», 2012 г.
- 33. «ПУТЕШЕСТВИЕ ПО АМЕРИКЕ В ПОИСКАХ РОССИИ», 2012 г.
- 34. «ПОСЛЕДНИЙ ПОДДАННЫЙ РОССИЙСКОЙ ИМПЕРИИ», 2014 г.
- 61-63. «ВЛАДЫКА ИОАНН — ОБЪЕДИНИТЕЛЬ» ФИЛЬМЫ 1-3, 2017 г.

```
  
ПОЛИТИЧЕСКИЕ РАССЛЕДОВАНИЯ:
```

- 35. «КТО ЗАПЛАТИЛ ЛЕНИНУ? ТАЙНА ВЕКА», 2004 г.
- 36. «ЛЕВ ТРОЦКИЙ. ТАЙНА МИРОВОЙ РЕВОЛЮЦИИ», 2007 г.
- 37. «ШТУРМ ЗИМНЕГО. ОПРОВЕРЖЕНИЕ», 2007 г.

```
  
ФИЛЬМЫ-ПОРТРЕТЫ:
```

- 38. «ЕЛИСЕЕВ. ХРАНИТЕЛЬ ПАРИЖА», 2004 г.
- 39. «СЕМЕЙНАЯ ТАЙНА АНТОНА МАКАРЕНКО», 2005 г.
- 40. «ВИКТОР ЗАХАРЧЕНКО. ПОРТРЕТ НА ФОНЕ ХОРА», 2011 г.
- 41. «ЛЮБО БРАТЦЫ! ДВЕСТИ ЛЕТ СПУСТЯ», 2011 г.
- 42. «КСЕНИЯ. ДОЧЬ КУПРИНА», 2012 г.
- 55-56. «ВРАНГЕЛЬ. ПУТЬ РУССКОГО ГЕНЕРАЛА», ФИЛЬМЫ 1 И 2, 2016 г.
- 57. «СКАЗАНИЕ О ИОАСАФЕ», 2016 г
- 59. «АЛЕКСАНДР ТРЕТИЙ. СИЛЬНЫЙ, ДЕРЖАВНЫЙ…», 2017 г.

```
  
СЕРИАЛ «ВОЙНА И МИР АЛЕКСАНДРА I»:
```

- 43. «НАПОЛЕОН ПРОТИВ РОССИИ. НАШЕСТВИЕ», 2012 г.
- 44. «НАПОЛЕОН ПРОТИВ РОССИИ. ИЗГНАНИЕ», 2012 г.
- 45. «УРА! МЫ В ПАРИЖЕ!», 2014 г.
- 46. «ИМПЕРАТОР — ЧЕЛОВЕК НА ТРОНЕ», 2014 г.
- 58. «БЛАГОСЛОВЕННЫЙ СТАРЕЦ. КТО ОН?», 2016 г.

```
  
СЕРИАЛ «РОМАНОВЫ. ЦАРСКОЕ ДЕЛО», 2013 г.:
```

- 47. «ПОД СЕНЬЮ КРЕМЛЁВСКИХ ОРЛОВ»
- 48. «ВПЕРЁД — К ВЕЛИКОЙ ИМПЕРИИ»
- 49. «СТАНОВЛЕНИЕ ИМПЕРИИ», 2013 г.
- 50. «ЗОЛОТОЙ ВЕК РОССИЙСКОЙ ИМПЕРИИ»
- 51. «ПОСЛЕДНИЙ ИМПЕРАТОР. РУССКИЙ УРОК»

```
  
СЕРИАЛ . «РОМАНОВЫ. СУДЬБА РУССКОГО КРЫМА», 2015 г.
:
```

- 52. ФИЛЬМ 1.
- 53. ФИЛЬМ 2.
- 54. ФИЛЬМ 3.

- 60. «ХРАМ», 2017 г.

```
  
СЕРИАЛ «РЕВОЛЮЦИЯ. ЗАПАДНЯ ДЛЯ РОССИИ»
```

- 64-65. ФИЛЬМЫ 1-2. 2017—2018 г.г.

- 66. «НОВОМУЧЕНИКИ», 2019 г.

```
  
СЕРИАЛ «ЦАРЕУБИЙСТВО. СЛЕДСТВИЕ ДЛИНОЮ В ВЕК»:
```

- 67-68. ФИЛЬМЫ 1-2, 2019 г.
- 77-78. ФИЛЬМЫ 3-4, 2022-2023 г.

- 69. «ЗОЛОТО КОЛЧАКА», 2020 г.
- 70. «УБИЙСТВО РОМАНОВЫХ. ФАКТЫ И МИФЫ», 2020 г.
- 71. «ЕЛИЗАВЕТА», 2020 г.
- 72. «ОСТАТЬСЯ РУССКИМИ», 2021 г.
- 76. «А О ПЕТРЕ ВЕДАЙТЕ…», 2022 г
- 79. «ОСТАТЬСЯ РУССКИМИ! РУССКАЯ ГИМНАЗИЯ В ПАРИЖЕ», 2023 г.
- 80. «ОСТАТЬСЯ РУССКИМИ! БАЛАЛАЙКА В ПАРИЖЕ», 2023 г.

```
 
СЕРИАЛ «АДМИРАЛ КОЛЧАК. ЖИЗНЬ И СМЕРТЬ ЗА ОТЕЧЕСТВО»
```

- 73-75, 81-82. ФИЛЬМЫ 1,2,3,4,5 - 2021-2024 г.

## Книги
1. «ЛЕВ ТРОЦКИЙ. ТАЙНА МИРОВОЙ РЕВОЛЮЦИИ».
2. «КТО ЗАПЛАТИЛ ЛЕНИНУ?».
3. «РЕВОЛЮЦИЯ. ЗАПАДНЯ ДЛЯ РОССИИ».

## Награды и звания
- Заслуженный деятель искусств Российской Федерации (23 июня 2011 года) — за заслуги в области искусства[1].
- Премия Правительства Российской Федерации 2008 года в области культуры (24 декабря 2008 года) — за создание историко-публицистического документального сериала «Русские без России»[2].
- Почётный знак «За заслуги в развитии печати и информации» (19 мая 2016 года, Межпарламентская ассамблея СНГ) — за значительный вклад в формирование и развитие общего информационного пространства государств — участников Содружества Независимых Государств, реализацию идей сотрудничества в сфере печати и информации[3].
- Орден Русской Православной Церкви Преподобной Евфросинии, Великой княгини Московской (12 августа 2022 года) — за вклад в сохранение традиционных ценностей в обществе и в связи с юбилеем.